# 阿瓦利诺·考玛
阿瓦利诺·考玛·卡诺斯（西班牙語：Avelino Corma Canós，1951年12月15日—，又译阿维利诺），是西班牙化学家，主要从事分子筛及石油炼制、石油化工催化等研究，在国际学术界享有极高声望。

## 经历
1973年，考玛毕业于華倫西亞大學，获得了理學士学位。1976年，他获得了马德里康普顿斯大学的化学博士学位。之后的两年，他在加拿大皇后大學的化学工程部门从事研究工作。1979年，他成为西班牙国家研究委员会的研究员。之后，他致力于多相催化领域的学术研究和商业合作。他的许多催化剂研究成果已经用于商业用途。
考玛还担任德国慕尼黑工业大学（2008年）、西班牙阿利坎特大学（2010年）、中国吉林大学（2012年）、罗马尼亚布加勒斯特大学等高校的名誉教授。
他在2012年入选英国皇家学会外籍院士。

## 奖项
以下列出他获得的部分奖项和荣誉：
- 中国政府友谊奖（2017年）[12]
- 阿斯图里亚斯亲王奖（2014年）[13]
- 法國科學院大獎章（2011年）
- 埃尼奖（英语：Eni Award）（2010年）
- 英国皇家化学学会百年纪念奖（2010年）[14]
- 美国化学学会加博尔·绍莫尔尧伊奖（2008年）[15]
- 墨西哥国家科学技术奖（2006年）
- 法国化学学会保罗·萨巴捷奖（2006年）
- 西班牙皇家化学学会金奖（2005年）
- 西班牙国民勋章（2002年）